# Escudo de Durango
El Escudo del Estado Libre y Soberano de Durango es el escudo de armas del estado mexicano de Durango.
Posee los siguientes elementos: un árbol de roble de color café, con follaje abundante en un vivo color verde; dos lobos con actitud de correr, en fondo azul; dos ramas de palma color verde a manera de guirnalda en ambos lados del escudo, las que van enlazadas por sus tallos con un moño de color rojo en la parte inferior. El escudo está inspirado en el de la provincia vasca de Vizcaya, España.
Todo esto enmarcado en un armazón color café bronce, en la parte superior del escudo aparece la corona real de color amarillo oro con piedras azules en sus arcos verticales y piedras en formas de rombo en su base, estas se encuentran incrustadas y alternan en rojo y azul, al interior de la corona se encuentra un forro rojo vivo. Finalmente en la cima está la corona que representa al rey de España